# آنوش مانوکیان
آنوش مانوکیان (ارمنی: Անուշ Մանուկյան؛ زادهٔ ۷ فوریهٔ ۱۹۷۰) ورزشکار شنا اهل ارمنستان است. وی در بازی‌های المپیک تابستانی ۱۹۹۶ در شنایی ۱۰۰ متر بانوان شرکت کرد.